# نورال‌لار
نورال‌لار (به لاتین: Nurallar، پیش‌تر نورولولار Nurulular) منطقه‌ای مسکونی در جمهوری آذربایجان است که در شهرستان یولاخ واقع شده است.